# Bitwa pod Kazimierzem Dolnym
Bitwa pod Kazimierzem Dolnym – bitwa stoczona 18 kwietnia 1831 w czasie powstania listopadowego.
Rozegrała się między wojskami polskimi a rosyjskimi. Zakończyła się porażką wojsk polskich pod dowództwem Jana Kantego Juliana Sierawskiego.

## Tło historyczne
Dowództwo powstania nie zdecydowało się na skoordynowanie działań na różnych frontach. Wskutek tego niezależnie od siebie rozwijały się: ofensywa na szosie brzeskiej, na skutek której dopiero co pobito nieprzyjaciela w bitwie pod Domanicami i pod Iganiami, ponadto wyprawa Józefa Dwernickiego na Wołyń oraz wyprawa Sierawskiego na korpus Kreuzta.
W poprzednich dniach Sierawski nadspodziewanie łatwo przeprawił się na prawy brzeg Wisły (14 kwietnia), a jego awangarda odniosła pewne sukcesy pod Babinem (17 kwietnia). Wskutek jednak niepotrzebnie przyjętej, a przegranej bitwy pod Wronowem (także 17 kwietnia), Sierawski musiał zarządzić odwrót w celu przeprawienia się za Wisłę. W nocy z 17 na 18 kwietnia korpus Sierawskiego stał już w Kazimierzu Dolnym.

## Przebieg bitwy

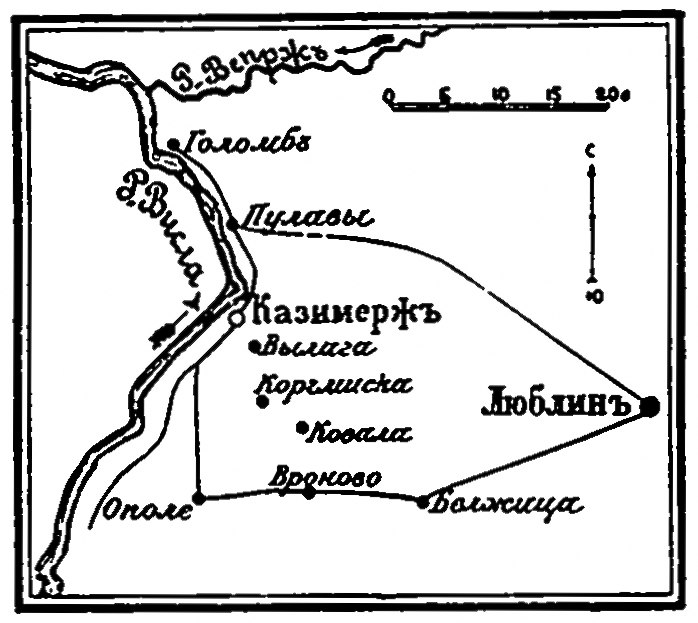
Bitwa pod Kazimierzem Dolnym

Sierawski posiadał statki niezbędne do przeprawy i mógł przejść Wisłę korzystając z zasłony nocy. Wskutek jednak nieznanych przyczyn nie dokonał tego ani w nocy, ani przez połowę dnia następnego. Kiedy wreszcie rozpoczął przeprawę, spadł na niego Kreutz z głównymi siłami.
Wojska polskie znajdowały się w ciężkim położeniu. 4 działa, większa część jazdy oraz część piechoty były już przeprawione za Wisłę. Pozostałe jednostki były rozproszone po mieście i okolicznych wąwozach, dysponując ledwie dwoma działami. Kreutz atakował od południa, wojska polskie broniły poszczególnych wysuniętych placówek. Kontratak kosynierów, prowadzony przez wsławionego w bitwach puławskich i wronowskiej niezwykle zdolnego podpułkownika Juliusza Małachowskiego (brata ówczesnego ministra spraw zagranicznych – Gustawa), załamał się wskutek śmierci dowódcy. Bohatersko i aż do wyczerpania amunicji bronił się w ruinach zamku kazimierskiego Batalion Celnych Strzelców Sandomierskich Stanisława Krzesimowskiego, który w uznaniu kunsztu uzyskał honorową kapitulację. Ostatecznie niewielka część jednostek z Sierawskim na czele dokonała odwrotu na Puławy, osłaniana przez wsławiony w bitwie wronowskiej 4 batalion 2 Pułku Piechoty Liniowej, który do nocy bronił się w mieście.
To samo niedoświadczenie bojowe nowych żołnierzy, które skazało Sierawskiego na porażkę pod Wronowem, objawiło się jeszcze w innym epizodzie bitwy kazimierskiej. Pozostawiony w Puławach dla strzeżenia przeprawy oddział Madalińskiego, oddalił się za Wisłę na widok pierwszych uchodzących z pola bitwy, mimo że ani nie słyszał odgłosów walki, ani nie widział samego nieprzyjaciela.

## Konsekwencje
O ile bitwa wronowska zmusiła Sierawskiego do odwrotu, to nie stanowiła jeszcze o jego klęsce, za to bardzo osłabiła siły Kreuzta. Korpus mógł zostać przeprawiony za Wisłę, uzupełniony i ponownie użyty, chociażby w maju dla wzmocnienia wyprawy Wojciecha Chrzanowskiego lub w czerwcu dla wzmocnienia pochodu Antoniego Jankowskiego. Klęska kazimierska była jednak bardzo dotkliwa. Bolesna była również utrata wziętych do niewoli: Wielhorskiego i Krzesimowskiego, oraz śmierć niezwykle utalentowanego Małachowskiego.